# Golden Years
Golden Years är en låt av David Bowie utgiven som singel den 21 november 1975 och på albumet Station to Station utgiven den 23 januari 1976.
Han skrev låten till sin fru Angela[källa behövs] och den var även tänkt som titelspåret för albumet.[källa behövs] Låten nådde plats nummer 10 i USA och plats nummer 8 i Storbritannien.